# سلمي ويليام
سلمي ويليام هو محامي وسياسي أمريكي، ولد في 7 مارس 1787 في Alstead, New Hampshire ‏ في الولايات المتحدة، وتوفي في 19 نوفمبر 1866 في سومرفيل في الولايات المتحدة. نشط حزبياً في الحزب الجمهوري الديمقراطي. وقد انتخب عضو مجلس النواب الأمريكي ‏.